# 溴化钪
溴化钪是一种无机化合物，化学式为ScBr3，可溶于水，具有潮解性。

## 制备及性质
溴化钪可由过量的氢溴酸和氧化钪反应製備，从溶液中可以结晶出六水合物。六水合物的热分解只能得到溴氧化钪（ScOBr）和氧化钪。无水物可由溴、氧化钪和石墨在氮气中反应制得。
溴化铵和氧化钪或溴化钪的六水合物加热反应，经(NH4)3ScBr6中间体，分解后得到无水溴化钪。
它可以被金属钪还原为低价态的化合物，如ScBr2.40等；和钪及另一金属（M=Mn, Fe, Ru, Os）在800~900 °C加热，可以得到Sc19M4Br28。